# Amplinus tajumulco
Amplinus tajumulco är en mångfotingart som beskrevs av Chamberlin 1952. Amplinus tajumulco ingår i släktet Amplinus och familjen Aphelidesmidae. Inga underarter finns listade i Catalogue of Life.